# 睿创微纳
烟台睿创微纳技术股份有限公司（上交所：688002，简称：睿创微纳），是一家集成电路研发公司，其设备主要涉及非制冷红外热成像、MEMS传感技术、红外成像产品等领域，总部位于中华人民共和国山东省烟台市。

## 历史
2019年6月14日，中国证监会同意睿创微纳进行科创板首次发行股票注册。7月22日，睿创微纳在上交所科创板上市。